# Кечмания 27
„Кечмания 27“ (на английски: WrestleMania XXVII, WrestleMania 27) е pay-per-view турнир на Световната федерация по кеч.
Провежда се в Джорджия Дом в Атланта, щата Джорджия на 3 април 2011 г. Скалата е специален водещ на турнира.

## Мачове
| #    | Мачове | вид на мача                                                     | Време |
| ---- | --- | --------------------------------------------------------------- | ----- |
| Дарк | Шеймъс (c) победи Даниел Брайън                                                                                                  | Мач с дървари (Lumberjack match) за титлата на Съединените щати | 04:20 |
| Дарк | Великият Кали победи като елиминира последно Шеймъс                                                                              | Меле между 23 кечиста                                           | 08:34 |
| 1    | Острието (c) (с Крисчън) победи Алберто Дел Рио (с Рикардо Родригес и Бродуес Клей)                                              | Сингъл Мач за титлата в тежка категория                         | 11:09 |
| 2    | Коуди Роудс победи Рей Мистерио                                                                                                  | Сингъл Мач                                                      | 11:58 |
| 3    | Кейн, Грамадата, Сантино Марела и Кофи Кингстън победиха The Corre (Уейд Барет, Езикил Джаксън, Джъстин Гейбриъл и Хийт Слейтър) | Отборен мач между 8 кечиста                                     | 1:34  |
| 4    | Ренди Ортън победи Си Ем Пънк | Сингъл мач                                                      | 14:45 |
| 5    | Майкъл Коул (с Джак Суагър) победи Джери Лоулър                                                                                  | Сингъл мач със специален съдия Ледения Стив Остин               | 13:46 |
| 6    | Гробаря победи Трите Хикса | Мач без правила                                                 | 29:22 |
| 7    | Снуки, Триш Стратъс и Джон Морисън победиха Долф Зиглър и ЛейКул (Мишел МакКул и Лайла) (с Вики Гереро)                          | Отборен мач с 6 души                                            | 03:17 |
| 8    | Миз (c) (с Алекс Райли) победи Джон Сина                                                                                         | Сингъл Мач за титлата на федерацията                            | 19:51 |